# Produit de construction
Dans un sens général, un produit de construction est un composant d'ouvrage de construction, qui n'est pas spécifiquement un matériau de construction, par exemple une membrane pare-vapeur, une menuiserie extérieure, un mortier-colle ou une plaque de plâtre. Dans un sens réglementaire, un produit de construction est, en Union européenne, définit par le règlement Produits de construction (RPC) comme « tout produit ou kit fabriqué et mis sur le marché en vue d’être incorporé de façon durable dans des ouvrages de construction ou des parties d’ouvrages de construction et dont les performances influent sur celles des ouvrages de construction en ce qui concerne les exigences fondamentales applicables auxdits ouvrages ». Un produit de construction conforme au RPC reçoit le marquage CE, qui permet la mise sur le marché et la libre circulation du produit dans l'espace économique européen.
Le choix d'un produit de construction découle de facteurs techniques, règlementaires, esthétiques, culturels et financiers, ainsi que de sa disponibilité. Il dépend du contexte de chaque opération de construction.

## Définition
Le monde du bâtiment a un vocabulaire propre, visant à décrire les techniques de construction à chaque métier. Le Dicobat comprend plus de 17 000 définitions différentes, tandis que le Dictionnaire du BTP des éditions Eyrolles en comprend plus de 10 000. Le terme de « produit de construction » désigne notamment les composants du bâtiment qui ne sont pas des matériaux. Le terme peut également désigner une famille de matériaux, comme dans l'expression « produits noirs » qui désigne les produits bitumineux. L'acceptation commerciale et économique de produits est également utilisé dans le monde du bâtiment.
En Union européenne, le terme de produit de construction est défini par le règlement Produits de construction (RPC) comme « un produit ou d'un kit qui est fabriqué et mis sur le marché pour être incorporé de manière permanente dans des ouvrages de construction (bâtiments ou ouvrages de génie civil) ou des parties d’ouvrages dont la performance influe sur la performance des ouvrages de construction dans le respect des exigences de base pour les ouvrages de construction. ».

## Caractéristiques d'un produit de construction

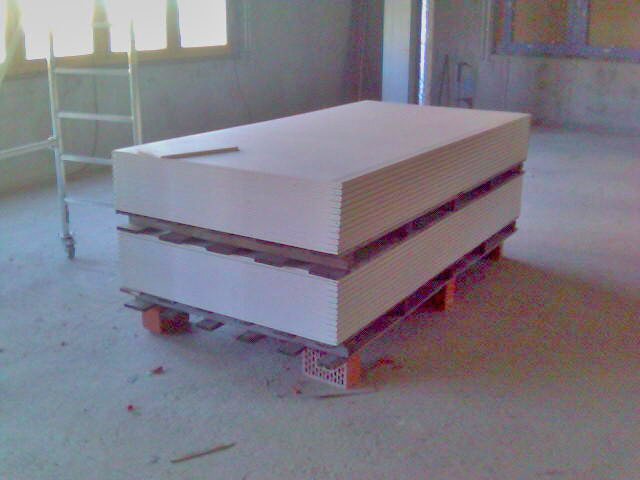
Des plaques de plâtre sur un chantier. Comme tout produit de construction, le choix d'une plaque de plâtre dépend des spécificités techniques, règlementaires, architecturales, environnementale, sanitaires et financières de chaque projet.

Dans le cadre d'une opération de construction, le choix d'un produit de construction se fait à partir de caractéristiques très diverses, et notamment selon les facteurs suivants :
- le contexte réglementaire de la construction. La législation en vigueur dans un pays doit être respectée. Les prescriptions réglementaires peuvent varier selon le type de bâtiment construit (une école ne répondra pas aux mêmes exigences qu'une maison individuelle par exemple) ;
- le contexte technique du projet. Plusieurs critères techniques influent sur le choix, comme les conditions climatiques (climat de montagne, bord de mer, expositions au vent qui varient d'une région à l'autre), le type de sol sur lequel est construit l'ouvrage (sol argileux, rochers, ancienne friche industrielle) ou encore l'usage de la construction ;
- le contexte architectural et esthétique ;
- les caractéristiques intrinsèques du produit, comme son impact environnemental ou sanitaire ;
- le contexte financier.

### Réglementation
En Union européenne, un produit de construction doit suivre le règlement Produits de construction (RPC). Un produit de construction conforme au RPC reçoit le marquage CE, qui permet la mise sur le marché et la libre circulation du produit dans l'espace économique européen,. Ce marquage CE signifie que le produit répond soit aux exigences de l'annexe ZA d'une norme européenne harmonisée, soit a obtenu une évaluation technique européenne (ETE).
En France, plusieurs règlements s'appliquent au domaine de la construction et peuvent exiger un certain niveau de performance d'un produit. On liste notamment la réglementation acoustique, thermique, de sécurité incendie, sismique ou encore accessibilité.